# Freyeria maudersi
Freyeria maudersi är en fjärilsart som beskrevs av Gary R. Graves. Freyeria maudersi ingår i släktet Freyeria och familjen juvelvingar. Inga underarter finns listade i Catalogue of Life.